# آلیشیا دوجوون اورتیز
آلیشیا دوجوون اورتیز (زاده ۱۹۴۰) روزنامه‌نگار و نویسنده آرژانتینی است.

## زندگی
دوجوون اورتیز در بوئنوس آیرس متولد شد و اصالتاً یهودی است.او مدرک فلسفه و ادبیات را از دانشگاه بوئنوس آیرس دریافت کرد و با نشریات متعدد آرژانتینی همکاری داشت.
در سال ۱۹۷۸، به دلیل فشارهای دیکتاتوری نظامی، مجبور به تبعید شد و به پاریس نقل مکان کرد. در آنجا با روزنامه لوموند همکاری داشت و به‌عنوان مشاور ادبی در انتشارات معتبر گالیمارد فعالیت کرد.
اورتیز در سال ۱۹۸۶ موفق به دریافت بورسیه بنیاد سیمون گوگنهایم شد. او بیوگرافی‌هایی دربارهٔ شخصیت‌های برجسته‌ای همچون ماریا النا والش (۱۹۷۹)، دیگو مارادونا (۱۹۹۳) و اوا پرون (۱۹۹۵) نوشت.
او همچنین برنده جایزه کونکس شد، که یکی از معتبرترین جوایز فرهنگی آرژانتین محسوب می‌شود. دوجوون اورتیز در حال حاضر در تولوز زندگی می‌کند و از جدیدترین آثار او می‌توان به (درخت کولی) و (میریا) اشاره کرد.

## جوایز
- ۱۹۸۶ جان سایمون گوگنهایم
- جایزه کونکس ۲۰۰۴ و ۲۰۱۴
- ۲۰۱۵ جایزه پلاتین بنیاد کونکس

## آثار برگزیده
بیوگرافی‌ها
- ال کامارادا کارلوس بوئنوس آیرس: آگیلار، ۲۰۰۷.
- مارادونا سویا یو بوئنوس آیرس: Emecé، ۱۹۹۴.
- اویتا پرون لا بیوگرافی ("اوا پرون"). بوئنوس آیرس: آگیلار، ۱۹۹۵.
- ماریا النا والش مادرید: جوکار، ۱۹۷۹.

اشعار
- نقشه گنج باغ زیتون. بوئنوس آیرس: سرمقاله کرافت، ۱۹۶۹.
- گوش‌هایی که صدای قدم‌های نامرئی را می‌شنوند. بوئنوس آیرس: انتشارات کتابشناسی امبا، ۱۹۶۷.
- دستور غذاها، گل‌ها. بوئنوس آیرس: سرمقاله رایولا، ۱۹۷۳.

رمان‌ها
- سوراخی در زمین. رمان. کاراکاس: مونت آویلا، ۱۹۸۰.
- آنیتا از شن پوشیده شده است. رمان. بوئنوس آیرس: آگیلار، ۲۰۰۳.
- الاربول د لا گیتانا. رمان. بوئنوس آیرس: آلفاگوارا، ۱۹۹۷.
- ال بوزون د لا اسکوینا. رمان. بوئنوس آیرس: کالیکانتو، ۱۹۷۷.
- Die tangofarbene Frau. رومی ("میریا"). Aufbau-Verlag، برلین ۲۰۰۱،شابک ‎۳-۷۴۶۶-۱۷۳۶-۷.
- La muñeca Rusa. رمان. بوئنوس آیرس: آلفاگوارا، ۲۰۰۹.
- لاس پرلاس روزاس. رمان. بوئنوس آیرس: آگیلار، ۲۰۰۵.
- در مقابل یک قلب. بوئنوس آیرس: آلفاگوارا، ۲۰۱۱.
- لا مادام. بوئنوس آیرس، Emecé، ۲۰۱۴.
- برازنده‌ترین. بوئنوس آیرس: Emecé، ۲۰۱۵.